# Leif Engqvist
Leif Engqvist (* 30. Juli 1962 in Dalby) ist ein ehemaliger schwedischer Fußballspieler. Der Mittelfeldspieler und Stürmer, der mit der schwedischen Nationalmannschaft an der Weltmeisterschaft 1990 teilnahm, gewann mit Malmö FF zweimal den schwedischen Meistertitel.

## Werdegang

### Karrierestart bei Malmö FF und Titelgewinne
Engqvist begann seine Karriere bei Lunds BK, bei dem er die einzelnen Jugendmannschaften durchlief. An der Seite des späteren Nationalspielers Roger Ljung verpasste der Offensivspieler mit dem Klub am Ende der Zweitliga-Spielzeit 1984 als Tabellendreizehnter den Klassenerhalt. Dabei hatte das Duo – Engqvist hatte sich insbesondere durch fünf Tore in einem Spiel gegen IFK Malmö hervorgetan – höherklassig auf sich aufmerksam gemacht und nachdem Engqvist bei Malmö FF einen Vertrag unterzeichnet hatte, wechselte der vier Jahre jüngere Vereinskamerad ebenfalls zum Klub in die Allsvenskan.
Unter Trainer Roy Hodgson, der vor der Spielzeit 1985 Tord Grip als Trainer abgelöst hatte, schwankte Engqvist anfangs zwischen Startformation und Ersatzbank und trug somit nur sporadisch zum Erreichen der Meisterschaftsendrunde als Tabellenführer bei. In den Halbfinalspielen gegen den IFK Göteborg kam er jeweils als Einwechselspieler zum Einsatz, konnte das Ausscheiden nach zwei Niederlagen aber nicht verhindern. In der neuen Spielzeit wies ihm Hodgson einen Platz im Mittelfeld der Mannschaft zu. Als Stammspieler an der Seite von Hans Borg, Lasse Larsson, Jonas Thern und Ingemar Erlandsson wiederholte er mit dem Klub den ersten Tabellenrang am Ende der Spielzeit, mit sieben Saisontoren war er neben Björn Nilsson hinter Larsson zweitbester vereinsinterner Torschütze. Zwar blieb ihm in der Endrunde ein Torerfolg verwehrt, nach Erfolgen über IFK Norrköping im Halbfinale wirkte er in beiden Finalspielen gegen AIK mit und gewann mit der Mannschaft den Von-Rosens-Pokal als schwedischer Landesmeister. Zudem gelang mit dem Erfolg im Landespokal der Gewinn des Doubles. Durch die Erfolge hatte sich Engqvist im Laufe des Jahres 1986 ins Notizbuch von Nationaltrainer Olle Nordin gespielt. Im August 1986 stand er beim 3:1-erfolg über die finnische Nationalmannschaft erstmals im schwedischen Jersey auf dem Platz. In der Folge etablierte er sich im Kader, saß aber meistens lediglich auf der Bank und kam als Einwechselspieler zum Einsatz.
Der Titelverteidiger setzte sich 1987 erneut an die Spitze der regulären Spielzeit, mit vier Saisontoren hatte Engqvist erneut entscheidenden Anteil. Nach Halbfinalsiegen gegen Östers IF zog er mit der Mannschaft erneut ins Endspiel ein. Hatte der Rivale durch ein Tor von Stefan Pettersson das Hinspiel mit einem 1:0-Sieg für sich entschieden, erspielte sich Malmö FF durch Tore von Håkan Lindman und Torbjörn Persson per Strafstoß – Engqvist war gefoult worden – einen zwischenzeitlichen Zwei-Tore-Vorsprung im Finalrückspiel. In der 83. Spielminute begrub Tord Holmgren jedoch den Traum von der Titelverteidigung, da nach seinem Treffer zum 2:1-Endstand IFK Göteborg gemäß Auswärtstorregel den Titel holte.
Trotz des verpassten Meistertitels des Vorjahres zeigte Engqvist mit Malmö FF in der Spielzeit 1988 erneut die herausragende Stellung im schwedischen Ligafußball, als der Klub zum vierten Mal in Folge die reguläre Spielzeit auf der Spitzenposition beendete. Zwar blieb er im Saisonverlauf ohne Torerfolg, stand aber in allen 22 Spielen der regulären Spielzeit sowie durch erneutes Erreichen der Endspiele den vier Spielen der Endrunde auf dem Spielfeld. Nach einem 0:0-Remis gegen Djurgårdens IF zum Auftakt war er mit zwei Torvorlagen beim 7:3-Rückspielerfolg maßgeblich am Gewinn des 15. Meistertitels in der Vereinsgeschichte beteiligt.

### Triumph in San Siro und Weltmeisterschaftsteilnahme
In der Spielzeit 1989 kehrte Engqvist zu alter Torgefahr zurück. Mit elf Saisontoren platzierte er sich im Spitzenbereich der Torschützenliste, einzig Jan Hellström von IFK Norrköping erzielte mehr Tore im Saisonverlauf. Auch im Halbfinale der Meisterschaftsendrunde war er erfolgreich. Sowohl beim 2:2-Hinspiel als auch dem 1:0-Rückspielerfolg gegen den Göteborger Klub GAIS trug er sich jeweils in die Torschützenliste ein. Im Endspiel traf er mit der Mannschaft um Patrik Andersson, Niclas Larsson, Jonnie Fedel und Jean-Paul Vondenburg auf den IFK Norrköping. Neben Martin Dahlin war er auch hier im ersten Hinspiel beim 2:0-Auswärtserfolg Torschütze. Im Rückspiel gelang IFK Norrköping durch Göran Holter ein 1:0-Erfolg, der – nach Abschaffung der Auswärtstorregel aufgrund der knappen Entscheidung des Vorjahres – ein Entscheidungsspiel erzwang. Nachdem dies torlos geendet hatte, fiel die Entscheidung um den schwedischen Meister im Elfmeterschießen. Während Engqvist seinen Elfmeter verwandelte, blieben zwei seiner Vereinskameraden glücklos und erneut blieb nur die Rolle des Vizemeisters. Die Saison blieb jedoch nicht ohne Titelgewinn, im Landespokal holte er den zweiten Titel seiner Laufbahn.
Im Sommer des Jahres war Enqvist an einem Highlight in der Geschichte des Klubs beteiligt: in der ersten Runde des Europapokals der Landesmeister 1989/90 traf er mit Malmö FF auf den italienischen Meister Inter Mailand. Im Hinspiel setzte sich der schwedische Klub dank eines Tores von Håkan Lindman mit einem 1:0-Sieg durch. Mit einer defensiven Taktik hielt der Außenseiter im Rückspiel im Mailänder Giuseppe-Meazza-Stadion lange Zeit ein torloses Remis, ehe Aldo Serena in der 70. Spielminute für den lombardischen Klub traf. Als sich eine Verlängerung andeutete erzielte Engqvist kurz vor Schluss per Kopfball den 1:1-Ausgleich, der das Weiterkommen bedeutete. Allerdings scheiterte man in der zweiten Runde am KV Mechelen.
Mit seinen Leistungen hatte sich Engqvist einen Stammplatz im Kader der Nationalmannschaft gesichert, so dass er im Sommer 1990 in den Kader für das Weltmeisterschaftsturnier in Italien berufen wurde. Obwohl er die meisten Vorbereitungsspiele bestritten hatte, saß er bei den ersten beiden Spielen der Weltmeisterschaft lediglich auf der Ersatzbank. erst bei der abschließenden 1:2-Niederlage gegen Costa Rica, die das Ausscheiden als Gruppenletzter bedeutete, kam er als Einwechselspieler für Glenn Strömberg ab der 82. Spielminute zu einem Kurzeinsatz.

### Karriereausklang und Zeit nach dem aktiven Fußball
Unter Trainer Bob Houghton riss in der Spielzeit 1990 die Erfolgsserie, Engqvist verpasste mit der Mannschaft als Tabellensechster die Endrunde. Dabei kam er zwar zu 19 Saisoneinsätzen, jedoch hatte er seinen Stammplatz verloren und erzielte nur ein Tor. Damit verlor er auch seinen Platz in der Nationalmannschaft, im Herbst 1990 bestritt er beim Aufeinandertreffen mit Dänemark sein 18. und letztes Länderspiel. In der folgenden Spielzeit erreichte er mit der Mannschaft zwar erneut die Meisterschaftsendrunde, in der mittlerweile im Ligaformat ausgetragenen Serie reichte es jedoch nur zu einem vierten Rang, der das Verpassen des Europapokals bedeutete.
Nach der Spielzeit 1991 beendete Engqvist sein Engagement bei Malmö FF und schloss sich dem Ligarivalen Trelleborgs FF an. An der Seite von Mats Lilienberg und den vormaligen MFF-Spielern Anders Palmér und Jan Möller belegte er mit dem Klub ebenfalls in die Meisterschaftsendrunde den vierten Tabellenrang. In der Spielzeit 1993 zeichnete er sich vereinsintern mit sechs Saisontoren hinter Lilienberg und Issa Manglind als drittbester vereinsinterner Torschütze aus und war somit entscheidend am Einzug in den Europapokal beteiligt. Im UEFA-Pokal 1994/95 ließ er mit der Mannschaft international aufhorchen, als der englische Klub Blackburn Rovers – am Ende der Spielzeit Meister in der Premier League – in der ersten Runde des Wettbewerbs durch einen 1:0-Auswärtserfolg und ein 2:2-Remis in Schweden besiegt wurde. Auch gegen Lazio Rom war in der anschließenden Runde eine Sensation möglich, nach einem 0:0-Unentschieden im Hinspiel entschied Alen Bokšić erst in der Nachspielzeit des Rückspiels mit seinem Tor zum 1:0-Endstand das Duell zugunsten der Italiener. Im Herbst beendete Engqvist schließlich nach Saisonende seine aktive Laufbahn.
1995 wechselte Enqgvist auf die Trainerbank und betreute in den folgenden Jahren verschiedene Amateurvereine. 2002 kehrte er zu Malmö FF zurück und arbeitete zeitweise im Trainerstab von Roland Nilsson. Hauptsächlich war er in der Jugendabteilung von MFF tätig.
Im November 2012 gab seine erste Station, der in finanziellen Schwierigkeiten steckende Drittligist Lunds BK, bekannt, ihn ab 2013 für zwei Jahre als nebenberuflichen Trainer verpflichtet zu haben.

### Erfolge
- Schwedischer Meister: 1986, 1988
- Schwedischer Pokal: 1986, 1989